# Challenge Cup féminine
La Challenge Cup est une compétition européenne de volley-ball organisée annuellement par la Confédération européenne de volley-ball. Elle est créée en 1980 sous le nom de Coupe de la CEV. En 2007, elle est renommée Challenge Cup.
L'édition 2019-2020, d'abord suspendue au mois de mars, est définitivement annulée le 23 avril 2020, par la CEV, en raison de la pandémie de maladie à coronavirus,.

## Palmarès
| Année                       | Champion                                                | Finaliste                                               | Troisième                                               | Quatrième                                               |
| Coupe de la CEV (1980-2007) | Coupe de la CEV (1980-2007)                             | Coupe de la CEV (1980-2007)                             | Coupe de la CEV (1980-2007)                             | Coupe de la CEV (1980-2007)                             |
| --------------------------- | ------------------------------------------------------- | ------------------------------------------------------- | ------------------------------------------------------- | ------------------------------------------------------- |
| 1981                        | SV Lohhof                                               | Mobili Cecina                                           | 1. VC Wiesbaden                                         | Panathinaikos Athènes                                   |
| 1982                        | USC Münster                                             | Lions Baby Ancône                                       | Orion Doetinchem                                        | Van Houten/VCH                                          |
| 1983                        | SG JDZ Feuerbach                                        | Pallavolo Cecina                                        | TG Rüsselsheim                                          | CASG Paris                                              |
| 1984                        | Vittoria Vill. Bari                                     | Civ e Civ Modène                                        | SG JDZ Feuerbach                                        | Ankara Pazarları                                        |
| 1985                        | TG Viktoria Augsburg                                    | Vittoria Vill. Bari                                     | Lynx Parme                                              | OK Branik                                               |
| 1986                        | Nelsen Reggio Emilia                                    | SG JDZ Feuerbach                                        | Crvena Zvezda Belgrade                                  | Arçelik Istanbul                                        |
| 1987                        | Civ e Civ Modène                                        | USC Münster                                             | Yoghi Ancône                                            | AMVJ Amstelveen                                         |
| 1988                        | Yoghi Ancône                                            | Braglio C. Reggio Emilia                                | Emlakbank Ankara                                        | Dunav Ruse                                              |
| 1989                        | Braglio C. Reggio Emilia                                | Slavia Prague                                           | 1. VC Schwerte                                          | Mladost Zagreb                                          |
| 1990                        | Orbita Zaporozhije                                      | Bayern Lohhof                                           | CS Rapid Bucureşti                                      | ŁKS Łódź                                                |
| 1991                        | Pescopagano Matera                                      | Braglio C. Reggio Emilia                                | Vakifbank Ankara                                        | USC Münster                                             |
| 1992                        | Pescopagano Matera                                      | Isola Verde Modena                                      | Vakifbank Ankara                                        | Bayern Lohhof                                           |
| 1993                        | Colli Aniene Rome                                       | Eczacibasi Istanbul                                     | Ouralotchka Iekaterinbourg                              | Orion Sesto San Giovanni                                |
| 1994                        | USC Münster                                             | Impresem Agrigente                                      | Iskra Lugansk                                           | Alexandria Bila Tserkva                                 |
| 1995                        | Ecoclear Sumirago                                       | Orbita Zaporozhije                                      | RC Villebon 91                                          | Schweriner SC                                           |
| 1996                        | USC Münster                                             | Emlakbank Ankara                                        | Rossy Moscou                                            | Vasas SC-Budai Tégla                                    |
| 1997                        | Alpam Rome                                              | Romanelli Firenze                                       | Galatasaray Istanbul                                    | SES Calais                                              |
| 1998                        | Cermagica Reggio Emilia                                 | Reggio Calabria                                         | ASPTT Mulhouse                                          | Günes Sigorta Istanbul                                  |
| 1999                        | Centro Ester Naples                                     | Iskra Lugansk                                           | Ouralotchka Iekaterinbourg 2                            | Kärcher Herentals                                       |
| 2000                        | Medinex Reggio Calabria                                 | Volley Vicenza                                          | Günes Sigorta Istanbul                                  | Isola Tongres                                           |
| 2001                        | Cividini Vicence                                        | Foppapedretti Bergame                                   | Sirio Pérouse                                           | Beşiktaş Istanbul                                       |
| 2002                        | Edison Volley Modène                                    | Marine Cons. Ravenne                                    | Balakovskaia Balakovo                                   | Minetti Vicence                                         |
| 2003                        | Asystel Novare                                          | Hotel Cantur Las Palmas                                 | Pallavollo Siro Pérouse                                 | Caja de Ávila                                           |
| 2004                        | Foppapedretti Bergame                                   | Vini Monte Schiavo Jesi                                 | Caja de Ávila                                           | Balakovskaia Balakovo                                   |
| 2005                        | Pallavollo Siro Pérouse                                 | Balakovskaia Balakovo                                   | Vini Monte Schivo Jesi                                  | OMS SH Seniča                                           |
| 2006                        | Scavolini Pesaro                                        | Bigmat Kerakoll Chieri                                  | Universidad Burgos                                      | Balakovskaia Balakovo                                   |
| 2007                        | Siro Colussi Pérouse                                    | Zarechie Odintsovo                                      | Asystel Novara                                          | Universidad Burgos                                      |
| Challenge Cup (2007-)       |                                                         |                                                         |                                                         |                                                         |
| 2008                        | Günes Vakifbank Istanbul                                | Infoplus Minetti Imola                                  | Dresdner SC                                             | Ştiinţa Bacău                                           |
| 2009                        | Vini Monteschiavo Jesi                                  | Panathinaikos Athènes                                   | Leningradka Saint-Pétersbourg                           | CV Albacete                                             |
| 2010                        | Dresdner SC                                             | Asterix Kieldrecht                                      | Galatasaray SK                                          | KS Gwardia Wroclaw                                      |
| 2011                        | Azerrail Bakou                                          | Lokomotiv Bakou                                         | Igtisadchi Bakou Ouralotchka Iekaterinbourg             |                                                         |
| 2012                        | Lokomotiv Bakou                                         | Bakı Bakou                                              | VfB Suhl VDK Gent Dames                                 |                                                         |
| 2013                        | Dinamo Krasnodar                                        | Rebecchi nordmeccanica Piacenza                         | VT Aurubis Hambourg LP Viesti Salo                      |                                                         |
| 2014                        | Zaretchie Odintsovo                                     | Beşiktaş Istanbul                                       | ASPTT Mulhouse Impel Wrocław                            |                                                         |
| 2015                        | Bursa BBSK                                              | Ouralotchka NTMK                                        | Schweriner SC Khimik Youjne                             |                                                         |
| 2016                        | CSM Bucureşti                                           | Trabzon İdmanocağı                                      | Bursa BBSK Zaretchie Odintsovo                          |                                                         |
| 2017                        | Bursa BBSK                                              | Olympiakos Le Pirée                                     | SSC Palmberg Schwerin JVK Ienisseï Krasnoïarsk          |                                                         |
| 2018                        | Olympiakos Le Pirée                                     | Bursa BBSK                                              | Volley-Ball Nantes Dinamo Krasnodar                     |                                                         |
| 2019                        | Saugella Team Monza                                     | Aydın BBSK                                              | Volero Le Cannet Gen-I Volley Nova Gorica               |                                                         |
| 2020                        | Édition arrêtée en raison de la pandémie de coronavirus | Édition arrêtée en raison de la pandémie de coronavirus | Édition arrêtée en raison de la pandémie de coronavirus | Édition arrêtée en raison de la pandémie de coronavirus |
| 2021                        | Yeşilyurt                                               | CS Alba-Blaj                                            | Kaposvári Türk Hava Yolları                             |                                                         |
| 2022                        | Pallavolo Scandicci (it)                                | CV Haris                                                | Aydın BBSK OK Tent                                      |                                                         |
| 2023                        | Chieri '76                                              | CSM Lugoj                                               | ŽOK Jedinstvo VfB Suhl                                  |                                                         |
| 2024                        | AGIL Novare                                             | Neptunes de Nantes                                      | Nilüfer Belediye Bursa 1. VC Wiesbaden                  |                                                         |
| 2025                        | Rome VC                                                 | Chieri '76                                              | Galatasaray SC Potsdam                                  |                                                         |

## Bilan par club
| # | Clubs                      | Victoires | Années           |
| - | -------------------------- | --------- | ---------------- |
| 1 | USC Münster                | 3         | 1982, 1994, 1996 |
| 1 | Pallavolo Reggio Emilia    | 3         | 1986, 1989, 1998 |
| 3 | Volley Modena              | 2         | 1987, 2002       |
| 3 | Pallavolo Femminile Matera | 2         | 1991, 1992       |
| 3 | Gierre Roma Pallavolo      | 2         | 1993, 1997       |
| 3 | Pallavolo Sirio Perugia    | 2         | 2005, 2007       |
| 3 | Bursa BBSK                 | 2         | 2015, 2017       |
| 3 | AGIL Novare                | 2         | 2003, 2024       |
| 9 | SV Lohhof                  | 1         | 1981             |
| 9 | CJD Feuerbach              | 1         | 1983             |
| 9 | Amatori Volley Bari        | 1         | 1984             |
| 9 | TG Viktoria Augsburg       | 1         | 1985             |
| 9 | Pallavolo Ancona           | 1         | 1988             |
| 9 | Orbita Zaporozhije         | 1         | 1990             |
| 9 | Pallavolo Sumirago         | 1         | 1995             |
| 9 | Ester Napoli               | 1         | 1999             |
| 9 | Virtus Reggio Calabria     | 1         | 2000             |
| 9 | Volley Vicenza             | 1         | 2001             |
| 9 | Volley Bergamo             | 1         | 2004             |
| 9 | Robursport Volley Pesaro   | 1         | 2006             |
| 9 | VB Güneş Sigorta           | 1         | 2008             |
| 9 | Giannino Pieralisi Volley  | 1         | 2009             |
| 9 | Dresdner SC                | 1         | 2010             |
| 9 | Azerrail Bakou             | 1         | 2011             |
| 9 | Lokomotiv Bakou            | 1         | 2012             |
| 9 | Dinamo Krasnodar           | 1         | 2013             |
| 9 | Zaretchie Odintsovo        | 1         | 2014             |
| 9 | CSM Bucureşti              | 1         | 2016             |
| 9 | Olympiakos                 | 1         | 2018             |
| 9 | Saugella Team Monza        | 1         | 2019             |
| 9 | Yeşilyurt                  | 1         | 2021             |
| 9 | Pallavolo Scandicci (it)   | 1         | 2022             |
| 9 | Chieri '76                 | 1         | 2023             |
| 9 | Rome VC                    | 1         | 2025             |

## Bilan par nation
| Rang | Pays               | Médaille d'or | Médaille d'argent | Médaille de bronze | Total |
| 1    | Italie             | 26            | 19                | 6                  | 51    |
| 2    | Allemagne          | 7             | 3                 | 6                  | 16    |
| 3    | Turquie            | 4             | 6                 | 7                  | 17    |
| 4    | Russie             | 2             | 3                 | 5                  | 10    |
| 5    | Azerbaïdjan        | 2             | 2                 | 1                  | 5     |
| 6    | Roumanie           | 1             | 2                 | 1                  | 4     |
| 7    | Grèce              | 1             | 2                 | -                  | 3     |
| 8    | Union soviétique   | 1             | -                 | -                  | 1     |
| 9    | Espagne            | -             | 2                 | 2                  | 4     |
| 10   | Ukraine            | -             | 2                 | 1                  | 3     |
| 11   | France             | -             | 1                 | 5                  | 6     |
| 12   | République tchèque | -             | 1                 | -                  | 1     |
| 12   | Belgique           | -             | 1                 | -                  | 1     |
| 14   | Pays-Bas           | -             | -                 | 1                  | 1     |
| 14   | Yougoslavie        | -             | -                 | 1                  | 1     |

## Meilleures joueuses par tournoi
- 2004 –  Lioubov Sokolova (Foppapedretti Bergamo)
- 2005 –  Dorota Świeniewicz (Pallavolo Sirio Perugia)
- 2006 –  Simona Rinieri (Scavolini Pesaro)
- 2007 –  Simona Gioli (Siro Colussi Perugia)
- 2008 –  Aysun Özbek (VB Güneş Sigorta)
- 2009 –  Simona Rinieri (Vini Monteschiavo Jesi)
- 2010 –  Saskia Hippe (Dresdner SC)
- 2011 –  Polina Rahimova (Azerrail Bakou)
- 2012 –  Nancy Metcalf (Lokomotiv Bakou)
- 2013 –  Marina Maryukhnich (Dinamo Krasnodar)
- 2014 –  Natalia Malykh (Zaretchie Odintsovo)
- 2015 –  Meryem Boz (Bursa BBSK)
- 2016 –  Jelena Blagojević (Trabzon İdmanocağı)
- 2017 –  Özge Kırdar (Bursa BBSK)
- 2018 –  Stélla Christodoúlou (Olympiakos)
- 2019 –  Anne Buijs (Saugella Team Monza)
- 2020 – Titre non attribué
- 2021 –  Alexia Căruțașu (Yeşilyurt)
- 2022 –  Gréta Szakmáry (Aydın BB)
- 2023 –  Francesca Villani (it) (Chieri '76)
- 2024 –  Vita Akimova (AGIL Novare)
- 2025 –  Anna Adelusi (Rome VC)